# 林陈氏墓
林陈氏墓，是位于中国福建省宁德市蕉城区七都镇浦源社区的一个明代古墓葬，宁德县人民政府于1980年11月将其公布为首批县级文物保护单位。
墓主林陈氏是林聪的母亲。墓葬占地154平方米，为石构，呈“风”字形，现存龟背形墓丘、亭式墓碑、各形态的石像生等，碑亭已毁。